# Savannah Sports Club
Maillots
Actualités
Le Savannah Sports Club est un club jamaïcain de football basé à Savanna-la-Mar, capitale de la Paroisse de Westmoreland.

## Historique
Le club est fondé en 2007. En 2012, pour la première fois de son histoire, il est promu en première division, avant de se retrouver de nouveau relégué, un an plus tard, en deuxième division,.